# Isothrix bistriata
Isothrix bistriata (жовтий пухнастохвостий щур) — вид гризунів родини щетинцевих, широко розповсюджений у Західній Амазонії, у таких країнах: Болівія, Бразилія, Колумбія, Перу.

## Етимологія
грец. Isos — «рівний»; грец. thrix родовий відмінок від trikhos «волосся», отже, Isothrix — «рівне волосся». лат. Bi — два;, лат. stria — поспіль, підряд; лат. atus — суфікс, що має значення «забезпечений»; отже, Bistriata — «з двома смугами». Вид має дві чорні смуги на голові.

## Морфологія
Морфометрія. Довжина голови й тіла: 220—275, довжина хвоста: 242—300, довжина задньої лапи: 47—50, довжина вуха: 16—22 мм, вага: 320—570 грам.
Опис. Це найбільший вид в роді Isothrix. Обличчя червоне, вуха короткі, очі великі. Вуса великі, сягають за плечі. Хутро м'яке, без жорстких шипів. Спинний колір варіюється від жовтого до сірого або оливково-коричневого, з домішками волосків чорного кольору. Передні кінцівки від жовтувато-сірого до коричневого кольору. Задні кінцівки тьмяно-коричневого кольору. Колір черева блідо-жовтий. Хвіст вкритий волоссям по всій його довжині і значно довший, ніж голова й тіла. Колір змінюється від сіро-коричневого при основі хвоста до жовто-коричневого на кінчику.

## Поведінка
Ведуть нічний і деревний спосіб життя. Можуть бути поодинокими або утворювати невеликі групи від одного до трьох особин. Харчується плодами й насінням. Протягом дня знаходять притулок у порожнинах дерев. Самиці народжують одного-двох дитинчат у будь-який час року. Мабуть, воліє проживати в затоплених лісах, де займає верхні частини дерев.